# لارنسویل (ایلینوی)
لارنسویل، ایلینوی (به انگلیسی: Lawrenceville, Illinois) یک شهر در ایالات متحده آمریکا با جمعیت ۴٬۷۴۵ نفر است که در ایلی‌نوی واقع شده‌است.